# (29919) 1999 JD23
A (29919) 1999 JD23 a Naprendszer kisbolygóövében található aszteroida. A LINEAR projekt keretében fedezték fel 1999. május 10-én.